# Musik i mørket
Musik i mørket er en svensk dramafilm fra 1948 instrueret af Ingmar Bergman, der skrev manuskriptet i samarbejde med Dagmar Edqvist. Hovedrollerne spilles af Birger Malmsten og Mai Zetterling. Andre medvirkende tæller eksempelvis Gunnar Björnstrand, Naima Wifstrand, Bengt Eklund, John Elfström og Sven Lindberg.
Filmen handler om den talentfulde pianist Bengt Vyldeke, der mister synet efter at være blevet ramt af en kugle under en militærøvelse. Han isolerer sig selv fra omverdenen og bliver grebet af en stigende bitterhed. Senere udvikler Bengt et forhold til pigen Ingrid, der er ansat som husholderske i Bengts forældres hjem.
Musik i mørket blev vist på filmfestivalen i Venedig, hvor den blev godt modtaget af både publikum og kritikere. Filmen fik premiere i Sverige den 17. januar 1948 og udkom i Danmark to år senere den 4. september 1950.

## Medvirkende
- Birger Malmsten som Bengt Vyldeke
- Mai Zetterling som Ingrid
- Olof Winnerstrand som præsten Kerrman
- Naima Wifstrand som Beatrice Schröder
- Hilda Borgström som Lovisa
- Douglas Håge som Kruge
- Gunnar Björnstrand som Klasson
- Bengt Eklund som Ebbe Larsson
- Åke Claesson som Augustin Schröder
- John Elfström som Otto Kelmens
- Rune Andréasson som Evert
- Bengt Logardt som Einar Born
- Marianne Gyllenhammar som Blanche
- Sven Lindberg som Hedström